# Centrodora penthimiae
Centrodora penthimiae is een vliesvleugelig insect uit de familie Aphelinidae. De wetenschappelijke naam is voor het eerst geldig gepubliceerd in 1965 door Annecke.